# Fitoen desaturaza (formira likopen)
Fitoen desaturaza (formira likopen) (EC 1.3.99.31, četvorostepna fitoenska desaturaza, fitoenska desaturaza (nespecifična), CrtI (nespecifična)) je enzim sa sistematskim imenom 15-cis-fitoen:akceptor oksidoreduktaza (formira likopen). Ovaj enzim katalizuje sledeću hemijsku reakciju
15--fitoen + 4 akceptor {\displaystyle \rightleftharpoons } sve-trans-likopen + 4 redukovani akceptor (sveukupna reakcija)
(1a) 15-cis-fitoen + akceptor {\displaystyle \rightleftharpoons } sve--fitofluen + redukovani akceptor
(1b) sve-trans-fitofluen + akceptor {\displaystyle \rightleftharpoons } sve--zeta-karoten + redukovani akceptor
(1c) sve-trans-zeta-karoten + akceptor {\displaystyle \rightleftharpoons } sve--neurosporen + redukovani akceptor
(1d) sve-trans-neurosporen + akceptor {\displaystyle \rightleftharpoons } sve--likopen + redukovani akceptor
Za rad ovog enzima je neophodan FAD. On učestvuje u biosintezi karotenoida i katalizuje do četiri koraka desaturacije, cf. EC 1.3.99.28, fitoenska desaturaza (formira neurosporen), EC 1.3.99.29, fitoenska desaturaza (formira zeta-karoten) i EC 1.3.99.30, fitoenska desaturaza (formira 3,4-didehidrolikopen).

## Literatura
- Nicholas C. Price; Lewis Stevens (1999). Fundamentals of Enzymology: The Cell and Molecular Biology of Catalytic Proteins (Third изд.). USA: Oxford University Press. ISBN 019850229X.
- Eric J. Toone (2006). Advances in Enzymology and Related Areas of Molecular Biology, Protein Evolution (Volume 75 изд.). Wiley-Interscience. ISBN 0471205036.
- Branden C; Tooze J. Introduction to Protein Structure. New York, NY: Garland Publishing. ISBN 0-8153-2305-0.
- Irwin H. Segel. Enzyme Kinetics: Behavior and Analysis of Rapid Equilibrium and Steady-State Enzyme Systems (Book 44 изд.). Wiley Classics Library. ISBN 0471303097.

## Spoljašnje veze
- Phytoene+desaturase+(lycopene-forming) на 